# Čálovice
Čálovice je malá vesnice, část města Sobotka v okrese Jičín. Nachází se asi 1 km na severovýchod od Sobotky. Prochází zde silnice II/281. V roce 2016 zde bylo evidováno 30 adres. V roce 2001 zde trvale žilo 20 obyvatel.
Čálovice je také název katastrálního území o rozloze 1,3 km2.